# Cotton Fitzsimmons

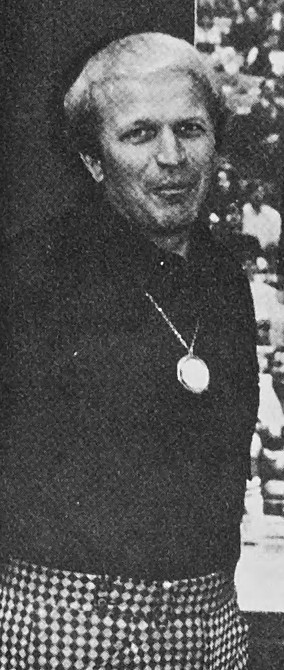
Cotton recebeu prêmios como o "NBA Coach of the Year Award" em 1979 e 1989.

Lowell "Cotton" Fitzsimmons (7 de outubro de 1931 - 24 de julho de 2004) foi um treinador de basquetebol profissional e colegial estadunidense. Treinou o Phoenix Suns três vezes, e foi creditado como o arquiteto de um sucesso no fim dos anos 80 e início dos anos 90. Venceu o NBA Coach of the Year Award em 1979 e 1989. Além, foi treinador do Atlanta Hawks, Buffalo Braves (hoje Los Angeles Clippers), Kansas City Kings (hoje Sacramento Kings) e San Antonio Spurs. Foi encontrado morto em sua residência no dia 24 de julho de 2004.